# DCAM
DCAM (auch gerne als IIDC bezeichnet) steht für „1394-based Digital Camera Specification“ und definiert das Verhalten von Kameras, die unkomprimierte Bilddaten ohne Audioanteil ausgeben.
Der Standard wurde von der 1394 Trade Association definiert. Die dafür zuständige Arbeitsgruppe ist die IIDC (Instrumentation and Industrial Control Working Group). Die veröffentlichten und damit relevanten Kern-Spezifikationen sind wie folgt bezeichnet:
- 2003017 - IIDC 1394-based Digital Camera Specification Ver.1.31
- 1999023 - IIDC 1394-based Digital Camera Specification Version 1.30
- 1998019 - 1394-based Digital Camera Specification ver. 1.20
- August 9, 1996 - 1394-based Digital Camera Specification ver 1.04 (nicht mehr gelistet)

Darüber hinaus gibt es mehrere Dokumente die als Beiwerk zu gelten haben, wie etwa Test-Spezifikationen.
Der DCAM-Standard wird nur von Geräten unterstützt, die eine FireWire (IEEE-1394) Schnittstelle bieten. Dies wird in der Regel eine FireWire-Kamera mit industriellen Eigenschaften sein. Support für das vergleichbare USB ist nicht vorgesehen.
Die gängigen Betriebssysteme Windows, Mac OS X und Linux bieten alle individuellen Support für den möglichen Anwendungsentwickler. Im Embedded-Bereich ist speziell die Firma National Instruments ein großer Verfechter und bietet weiterhin auch für den PC mit der hauseigenen Algorithmik- und Visualisierungsprogramm LabView ein Paket an das neben vielen anderen Dingen auch die DCAM-Schnittstelle zur Datenerfassung integriert. Mittlerweile bedienen sich auch Hobby-Astronomen der Schnittstelle, beispielsweise mit dem Programm Astro IIDC für OSX, und erzielen damit beachtliche Ergebnisse mit verhältnismäßig bescheidenen Bildsensoren und moderaten Teleskopen.